# Младописьменные языки
Младописьменные языки — языки, получившие письменность после 1917 года (по другому определению — в XIX — начале XX века).

## История
В СССР большинство письменных систем было разработано в начале 1930-х годов. Для языков, получивших письменность ещё позже — в 1970—1990-х годах — используется термин «новописьменные языки».
В 1920—1930-х годах в СССР была создана письменность для более чем 50 языков: разрабатывались алфавиты, усовершенствовались системы орфографии и грамматические нормы и определены диалектные базы литературных языков.
Для младописьменных языков были составлены словари, создана художественная литература и издавалась периодика.
На них ведется обучение в начальной (а иногда и в старшей) школе, функционируют национальные театры и театральные труппы.
Новые письменные системы создавались на основе латиницы или кириллицы (как «наиболее совершенные» алфавиты), однако к середине 1930-х годов все младописьменные народы на территории СССР перешли на алфавиты на основе русской графики), для облегчения обучения тех, кто изучает родной и русский языки.
В Сибири к младописьменным языкам относят ительменский, корякский, мансийский, нанайский, ненецкий, нивхский, селькупский, тувинский, удэгейский, хакасский, хантыйский, чукотский, эвенкийский, эвенский и язык азиатских эскимосов.
Младописьменные и новописьменные литературные языки Кавказа: абхазский, абазинский, адыгейский, кабардино-черкесский, чеченский, ингушский, аварский, лакский, даргинский, лезгинский, табасаранский, агульский, рутульский (обрел письменность в 1990), цахурский и другие. Всего на Кавказе насчитывают десятки младописьменных языков (См. также Письменности и транскрипции кавказских языков).

## Новописьменные языки
Новописьменными языками являются долганский, кетский, нганасанский, тофаларский, ульчский, юкагирский, негидальский, орокский и орочский. Однако официально утверждённые негидальский, орокский и орочский алфавиты практически не используются.